# Armadilloniscus indicus
Armadilloniscus indicus is een pissebed uit de familie Detonidae. De wetenschappelijke naam van de soort is voor het eerst geldig gepubliceerd in 1983 door Ferrara & Taiti.